# Delma impar
Espèce
Synonymes
- Pseudodelma impar Fischer, 1882
- Delma lineata Rosén, 1905

Statut de conservation UICN

 EN  : En danger
Delma impar est une espèce de geckos de la famille des Pygopodidae.

## Répartition
Cette espèce est endémique d'Australie. Elle se rencontre en Australie-Méridionale, en Nouvelle-Galles du Sud et au Victoria.

## Publication originale
- Fischer, 1882 : Herpetologische Bemerkungen. I. Bemerkungen über einzelne Stücke der Schlangensammlung des kön. Zoologischen Museums in Dresden. . II. Neue Eidechen aus Australien und Polynesien. Archiv für Naturgeschichte, vol. 48, p. 281-302 (texte intégral).